# علم البناء

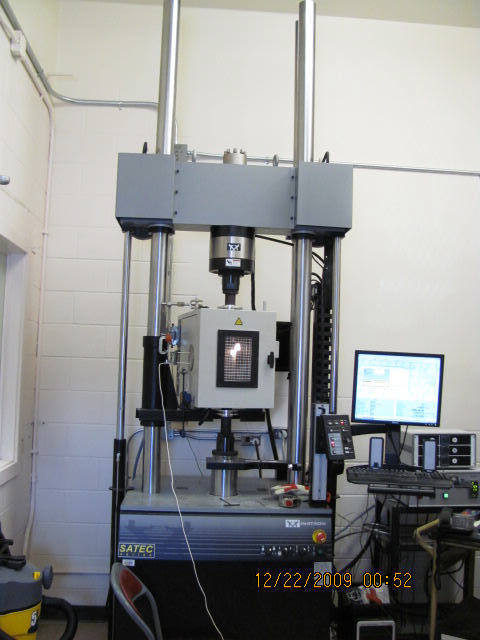

علم البناء هو مجموعة من المعارف والخبرات العلمية التي تركز على تحليل ومراقبة الظواهر الفيزيائية، التي تؤثر على المباني والهندسة المعمارية. ويشمل تقليدياً مجالات مثل مواد البناء، وبناء المغلف، والتدفئة، وأنظمة التهوية وتكييف الهواء، والإضاءة الطبيعية والكهربائية، ونوعية الهواء في الأماكن المغلقة، والاستراتيجيات السلبية، والحماية من الحريق، والطاقات المتجددة في المباني. الغرض العملي من علم بناء هو توفير القدرة التنبؤية لتحسين أداء المبنى للمباني الجديدة والقائمة، وفهم أو منع فشل المباني، وتوجيه تصميم التقنيات والتقنيات الجديدة.

## نظرة عامة
علم البناء هو نظام الذي يتعامل مع تصميم التفاصيل للمباني بشكل أساسي، استجابة لظاهرة طبيعية تحدث بشكل طبيعي مثل:
- الطقس (الشمس والرياح والمطر ودرجة الحرارة والرطوبة)، والأمور ذات الصلة كالذوبان، والندى، والصقيع، والتنبؤ بالثلوج، والتنبؤ بالانجراف، وأنماط البرق وغيرها.
- الظروف الجوفية بما في ذلك إمكانية الزلازل ونشاط المياه الجوفية والصقيع وغيرها.

هو مجموعة من المعارف والخبرات العلمية التي تركز على تحليل ومراقبة الظواهر الفيزيائية التي تؤثر على المباني والهندسة المعمارية. ويشمل تقليديا مجالات مثل مواد البناء، وبناء المغلف، والتدفئة، وأنظمة التهوية وتكييف الهواء، والإضاءة الطبيعية والكهربائية، ونوعية الهواء في الأماكن المغلقة، والاستراتيجيات السلبية، والحماية من الحريق، والطاقات المتجددة في المباني. في أوروبا، بناء الفيزياء والفيزياء التطبيقية هي المصطلحات المستخدمة في مجال المعرفة التي تتداخل مع بناء العلم. الغرض العملي من بناء العلوم هو توفير القدرة التنبؤية لتحسين أداء المبنى للمباني الجديدة والقائمة، وفهم أو منع فشل المباني، وتوجيه تصميم التقنيات والتقنيات الجديدة.